# Hugo Wieslander

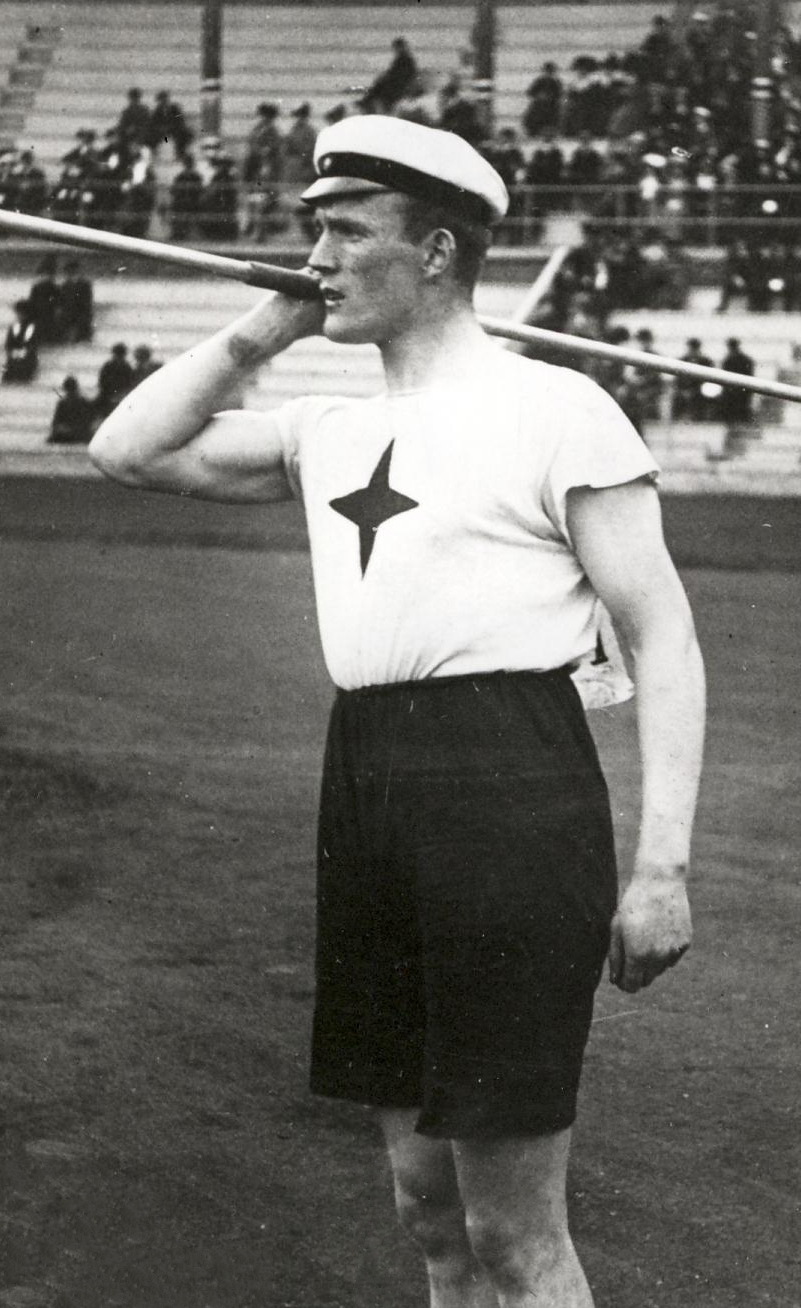
Hugo Wieslander

Karl Hugo Wieslander, född 11 juni 1889 i Ljuders socken, Kronobergs län, död 24 maj 1976 i Västerleds församling i Stockholm, var svensk friidrottare som höll på med framför allt mångkamp, kulstötning och höjdhopp.
Hugo Wieslander tillhörde en släkt med rötter i Vislanda. Han tävlade först för Växjö Läroverks IF men från 1908 för IFK Stockholm.
Efter sin idrottsliga karriär blev han så småningom förste statskartograf i Stockholm. Han är begravd på Bromma kyrkogård.

## Främsta meriter
Wieslander tog guld vid olympiska sommarspelen 1912 i tiokamp efter att Jim Thorpe diskvalificerats för att han brutit mot amatörreglerna. År 1982 återinsattes dock Thorpe som delad guldmedaljör tillsammans med Wieslander och 2022 återinsattes Thorpe som ensam guldmedaljör av Internationella Olympiska Kommittén.
Wieslander var medveten om den kontroversiella diskningen och vid en Amerikaresa 1925 överlämnade Wieslander guldmedaljen till Thorpe, en gest som amerikanen uppskattade. 
Wieslander blev även sexa i femkampen vid samma olympiska spel. Vid OS 1908 deltog han i flera grenar, och kom femma i spjut.
Han satte det första godkända världsrekordet i femkamp 1911. Han hade det svenska rekordet i kulstötning 1908-1909.

## Karriär

### Höjdhopp
1907 vann han SM-guld i höjdhopp (1,70).
Det finns även en notering, att han vid DM den 13 augusti 1911 satte nytt småländskt rekord i höjdhopp med 1,75.

### Längdhopp
Vid OS i London 1908 deltog han i längdhopp, där han kom på plats 21-32 på okänt resultat.

### Kulstötning
1907 satte Wieslander möjligtvis ett första svenskt rekord i kulstötning med 12,68, i det han i så fall slog Otto Nilssons rekord på 12,33 från tidigare samma år. Wieslanders rekord är dock tvivelaktigt enligt vissa källor på grund av en regeländring.
1908 deltog han vid olympiska spelen i London där han blev oplacerad i kula (plats 9-25). Oavsett om hans rekord från 1907 kan betraktas som godkänt eller ej, förbättrade Eric Lemming det svenska rekordet med en stöt på 12,80 i början av september. Wieslander slog dock detta rekord (och återtog möjligtvis rekordet) den 20 september med en stöt på 13,06 och sedan förbättrade han det till 13,15 den 27 september. 
En regeländring till 1909 års säsong gjorde att Einar Nilsson detta år kunde erövra rekordet med ett sämre resultat (12,63).

### Diskuskastning
Wieslander deltog vid OS i London 1908 i bl.a. diskus, men blev oplacerad (plats 12-42).

### Spjutkastning
Vid OS i London 1908 lyckades Wieslander bäst i spjutkastning där han kom femma på 47,55 i "fri stil", men blev oplacerad (plats 8-16) i "grekisk stil".

### Mångkamp
1909 vann Wieslander SM i tiokamp med 7032 poäng.
1910 vann han SM i femkamp.
1911 vann han återigen SM i femkamp. Detta år satte han också det första världsrekordet i femkamp, med 5516 poäng.
Vid OS 1912 vann han guld i tiokamp och kom sexa i femkamp.

### Allmänt
Hugo Wieslander blev 1928 retroaktivt utsedd till Stor grabb nummer 14.